# Aggtelek
Aggtelek (slovensky Agtelek) je vesnice v Maďarsku v župě Borsod-Abaúj-Zemplén, spadající pod okres Putnok. Nachází se těsně u hranic se Slovenskem. V roce 2015 zde žilo 557 obyvatel. Dle údajů z roku 2001 zde byli všichni obyvatelé maďarské národnosti.
Vesnice je známá především tím, že ji obepíná Národní park Aggtelek a Aggtelecký kras.
Sousedními vesnicemi jsou slovenská Dlhá Ves, Jósvafő, slovenské Kečovo a Trizs.